# SportsNet New York
SportsNet New York est une chaîne de télévision sportive régionale américaine qui diffuse des événements sportifs dans l'État de New York.

## Programmation
La chaîne diffuse les matchs des équipes professionnelles suivantes :
- Mets de New York (MLB)
- Jets de New York (NFL)

ainsi que la couverture des sports collégiaux suivants :
- Big East Conference
- Huskies du Connecticut

## Commentateurs
- Steve Gelbs